# 波百一型潜水艦
| 波101型潜水艦             | 波101型潜水艦                                    |
| ------------------------- | ------------------------------------------------ |
| 左から伊吹、105、106、109 |                                                  |
| 艦級概観                  |                                                  |
| 艦種                      | 二等潜水艦                                       |
| 艦名                      |                                                  |
| 前級                      |                                                  |
| 次級                      |                                                  |
| 性能諸元                  |                                                  |
| 排水量                    | 基準370t、常備429t 水中493t                      |
| 全長                      | 44.50m                                           |
| 全幅                      | 6.10m                                            |
| 吃水                      | 4.04m                                            |
| 機関                      | 中速ディーゼル1基1軸 水上：400馬力 水中：150馬力 |
| 電池                      | 120個 (1号17型または1号22型)                     |
| 速力                      | 水上：10.0kt 水中：5.0kt                         |
| 航続距離                  | 水上：10ktで3,000海里 水中：2.3ktで46海里        |
| 燃料                      | 重油：32トン                                     |
| 乗員                      | 21名                                             |
| 兵装                      | 25mm機銃単装1基                                  |
| 備考                      | 安全潜航深度：100m 物資搭載量：60トン            |

波百一型潜水艦（はひゃくいちがたせんすいかん）は、大日本帝国海軍の潜水艦の艦級。潜輸小型（せんゆこがた）ともよばれた。輸送任務のために太平洋戦争中に開発されたもので、魚雷発射管や艦載砲を有さず武装は機銃のみであった。父島、南鳥島などへの近海での輸送任務の他、哨戒任務、蛟龍の母艦として用いられた。1944年から1945年にかけて10隻が竣工し、戦没艦はなかったが終戦後速やかに処分された。

## 同型艦
| 仮称艦名   | 艦名               | 建造                          | 起工            | 進水            | 竣工            | その後                                                             |
| ---------- | ------------------ | ----------------------------- | --------------- | --------------- | --------------- | ------------------------------------------------------------------ |
| 第4601号艦 | 波号第百一潜水艦   | 川崎重工業 泉州工場 →艦船工場 | 1944年 6月8日   | 1944年 8月22日  | 1944年 11月22日 | 1945年9月15日除籍。 1945年10月清水沖にて海没処分。                 |
| 第4602号艦 | 波号第百二潜水艦   | 川崎重工業 泉州工場 →艦船工場 | 1944年 6月8日   | 1944年 8月22日  | 1944年 12月6日  | 1945年9月15日除籍。 1945年10月清水沖にて海没処分。                 |
| 第4603号艦 | 波号第百三潜水艦   | 川崎重工業 泉州工場 →艦船工場 | 1944年 6月29日  | 1944年 10月21日 | 1945年 2月3日   | 1945年11月30日除籍。 1946年4月1日五島沖にて海没処分。              |
| 第4604号艦 | 波号第百四潜水艦   | 三菱重工業 神戸造船所         | 1944年 7月1日   | 1944年 9月30日  | 1944年 12月1日  | 1945年9月15日除籍。 1945年10月清水沖にて海没処分。                 |
| 第4605号艦 | 波号第百五潜水艦   | 川崎重工業 泉州工場 →艦船工場 | 1944年 6月29日  | 1944年 10月31日 | 1945年 2月19日  | 1945年11月30日除籍。 1946年4月1日五島沖にて海没処分。              |
| 第4606号艦 | 波号第百六潜水艦   | 三菱重工業 神戸造船所         | 1944年 7月1日   | 1944年 10月30日 | 1944年 12月15日 | 1945年11月30日除籍。 1946年4月1日五島沖にて海没処分。              |
| 第4607号艦 | 波号第百七潜水艦   | 三菱重工業 神戸造船所         | 1944年 8月1日   | 1944年 12月20日 | 1945年 2月7日   | 1945年11月30日除籍。 1946年4月1日五島沖にて海没処分。              |
| 第4608号艦 | 波号第百八潜水艦   | 川崎重工業 泉州工場 →艦船工場 | 1944年 9月5日   | 1944年 12月28日 | 1945年 5月6日   | 1945年11月30日除籍。 1946年4月1日五島沖にて海没処分。              |
| 第4609号艦 | 波号第百九潜水艦   | 三菱重工業 神戸造船所         | 1944年 8月1日   | 1945年 1月10日  | 1945年 3月10日  | 1945年11月30日除籍。 1946年4月1日五島沖にて海没処分。              |
| 第4610号艦 | 波号第百十潜水艦   | 川崎重工業 泉州工場 →艦船工場 | 1944年 9月5日   | 1945年 1月12日  |                 | 1945年8月17日工程40%で工事中止。 1946年4月15日紀伊水道で海没処分。 |
| 第4611号艦 | 波号第百十一潜水艦 | 三菱重工業 神戸造船所         | 1944年 11月16日 | 1945年 3月2日   | 1945年 7月13日  | 1945年11月30日除籍。 1946年4月1日五島沖にて海没処分。              |
| 第4612号艦 | 波号第百十二潜水艦 | 三菱重工業 神戸造船所         | 1944年 11月16日 | 1945年 4月15日  |                 | 1945年8月17日工程90%で工事中止。 1946年4月15日紀伊水道で海没処分。 |

## 潜水隊の変遷

### 第十六潜水隊
第六艦隊第7潜水戦隊に所属していた波101・波102・波104と、丁型の伊369・伊372で編成。海中3型で編成された先代の第16潜水隊が、所属艦の除籍により昭和11年4月1日に解隊されて以来、2代目となる。主に中部太平洋での輸送・哨戒任務に従事した。昭和20年9月2日に解隊された。
1945年（昭和20年）3月20日：伊369、伊372、波101、波102、波104で編成。（兼）第16潜水隊司令今和泉喜次郎大佐。第六艦隊。
1945年（昭和20年）4月15日：第11潜水戦隊より波103を編入。
1945年（昭和20年）5月17日：第11潜水戦隊より波105を編入。
1945年（昭和20年）7月1日：波103、波105は第34潜水隊に転出。
1945年（昭和20年）7月18日：横須賀で伊372戦没。9月15日除籍。
1945年（昭和20年）9月2日：解隊。所属艦は9月15日除籍。